# Kyūsaku Yumeno
 (décembre 2014).
Si vous disposez d'ouvrages ou d'articles de référence ou si vous connaissez des sites web de qualité traitant du thème abordé ici, merci de compléter l'article en donnant les références utiles à sa vérifiabilité et en les liant à la section « Notes et références ».
Kyūsaku Yumeno (夢野 久作, Yumeno Kyūsaku), de son vrai nom Naoki Sugiyama, est un écrivain japonais né à Fukuoka le 4 janvier 1889 et mort à Tokyo le 11 mars 1936.

## Biographie
Son père, Shigemaru Sugiyama est un personnage controversé : agitateur politique, écrivain, directeur de journal, exportateur de charbon… Alors que Yumeno a deux ans, sa mère est répudiée par ses grands-parents paternels. C'est alors son grand-père, Saburobei Sugiyama, qui se charge de son éducation (il lui fait entre autres étudier le nô). Yumeno se révèle être un enfant surdoué, mais d'une santé très fragile. À l'adolescence, il se passionne pour la littérature policière anglo-saxonne, qu'il lit directement en anglais. 
Il entreprend des études de littérature à l’Université Keiō, mais doit les interrompre, car son père, qui s'était entre-temps remarié, le rappelle auprès de lui à Fukuoka pour s’occuper de la ferme familiale. 
En fait, sa belle-mère avait monté une intrigue afin de le déposséder de son héritage. Il s'agissait de le faire passer pour fou. Afin d'échapper à l'asile, il doit d'abord repartir pour Tokyo et travailler comme ouvrier et finalement se faire moine itinérant. Un jour, il apprend le décès du demi-frère qui devait hériter de la fortune familiale à sa place et décide de revenir à Fukuoka. Peu de temps après, il se marie. Il travaille dans l'exploitation agricole familiale et comme journaliste dans un journal qui appartenait à son père. 
À cette époque (la fin des années 1910), paraissent également ses premiers textes (un essai sur le nô, des nouvelles, un roman-feuilleton…). Il demeure néanmoins méconnu du grand public jusqu'à la publication, en 1926, du court roman Le Tambour d'Ayakashi (あやかしの鼓, Ayakashi no tsuzumi) qui lui vaut le deuxième prix ex æquo du concours de la revue de littérature policière Shinseinen. C'est à partir de là qu'il utilise le pseudonyme de Kyūsaku Yumeno, ce qui signifie rêveur en patois de Kyūshū. Il collabore alors régulièrement avec Shinseinen.
En 1926, il décide de devenir prêtre bouddhiste, mais après quelques années passées au monastère, il retourne chez ses parents, cette fois sous le nom de Taidō Sugiyama. À ce moment-là, Suyigama développe un fort intérêt pour le nō, l'une des manifestations les plus importantes du drame musical japonais, en particulier à travers les histoires de fantômes et le genre surnaturel. Il décroche un emploi de journaliste indépendant pour le journal Kyushu Nippō (qui est devenu plus tard le Nishinippon Shimbun), où il commence à écrire des fictions.
Pendant sa carrière littéraire, en une dizaine d'années, il écrit une cinquantaine de nouvelles, une dizaine de romans et Dogra Magra (ドグラ・マグラ, Dogura magura), un gros roman qu'il met plus de dix ans à écrire. Ce roman est finalement publié en 1935, année qui est également pour l'auteur celle de la mort de son père. Yumeno meurt moins d'un an plus tard, atteint d'une hémorragie cérébrale, alors qu'il est à Tōkyō pour régler les affaires de son père. Dogra Magra est redécouvert en 1962 par le philosophe Shunsuke Tsurumi, qui compare son auteur à Kafka et à Poe. Ce roman a été transposé à l'écran.

## Liste des œuvres traduites en français
- 1924 : Le Tambour Ayakashi (あやかしの鼓), roman traduit du japonais par Alexandre Fernandes, Philippe Picquier, février 2025  (ISBN 978-2-8097-1711-2) ; autre traduction, sous le titre Le Tambour d’Ayakashi (あやかしの鼓), roman traduit du japonais par Sophie Bescond, Cambourakis, mars 2025  (ISBN 978-2-38669-013-6)
- 1928 : L'Enfer en bouteille (瓶詰の地獄) suivi de Amour posthume (死後の恋), deux nouvelles traduites du japonais par Sophie Bescond, Éditions Le Rat Pendu, 2013 (version numérique Kindle (ASIN B00GTXNJ5U) ; kobo  (EAN 1230001984491))
- 1933 : L'Horizon de glace (氷の涯), roman traduit du japonais par Sophie Bescond, Cambourakis, 2024  (ISBN 978-2-36624-953-8)
- 1935 : Dogra Magra (ドグラ・マグラ), roman traduit du japonais par Patrick Honnoré, Éditions Philippe Picquier, 2003 ; réédition, Philippe Picquier, coll. « Picquier poche », 2006 (réimpression 2018)

## Adaptations
En 2012, le mangaka Suehiro Maruo adapte un de ses récits publié en 1928 dans le recueil du même titre, L'Enfer en bouteille (瓶詰の地獄, Bindzume no jigoku).